# Акацатов Микола Юрійович
Микола Юрійович Акацатов (1749—1813) — шляхтич Херсонської губернії, предводитель дворянства.

## Біографія
Син майора Георгія Акацатова, македонського шляхтича, що перейшов на службу з австрійського війська до Російської імперії.
З 1768 року служив поручником в Чорному гусарському полку, брав участь у російсько-турецькій війні 1772 року.
Відставлений 18 вересня 1773 капітаном.
З 24 березня 1783 служив земським комісаром у Єлисаветградському повіті Новоросійської губернії, начальником Ольвіопольський військової канцелярії (1784—1794).
З 31 грудня 1792 — колезький ассесор, з 4 червня 1795 — надвірний радник, з 13 липня 1806 колезький радник.
З 1784 — воєвода Ольвіопольського повіту. З 1798—1809 — предводитель дворянства Овідіопольського повіту, чиновник 7-го класу.
З 1803 по 1806 предводитель дворянства Херсонської губернії, в 1808 році був наданий шляхетський герб. Опис герба: У щиті, розділеному на двоє у верхньому золотому полі два чорних орлиних крила. У нижньому червоному полі хрестоподібно викладені дві срібні шпаги вістрями вгору. Посеред цього щита на блакитний смузі сріблом означені три бджоли, щит увінчаний лицарським шоломом і короною зі страусовим пір'ям, на яких знаходиться золота шестикутна зірка. Намет на щиті золотий, підкладений блакитним і червоним.
Володів великими наділами в селах Юр'ївка, Акацатовка, Димине, Скаржинка, Грибове, Тамине та інш. 1792 року, після смерті Петра Текелі (його земляка та сусіда по землеволодінню), взяв опіку над його малолітнім сином та майном. 1804 року, після смерті молодшого Текелі, Акацатов придбав головну резиденцію Текелі та село Хмельове, де вона знаходилась. Маючи багато інших маєтків він віддам перевагу Хмелевому, і відразу куди перебрався. Існує навіть легенда, за якою М. Ю. Акацатов отруїв нащадка П. А. Текелі. За Акацатовим в Херсонській губернії значилось 2057 сіл, за дружиною — 250.
Дружина — Ксенія Григорівна Булацель (1756—1811). Діти Дмитро (1777—1811) і Марія (1797/8-1829) — в шлюбі Кирьякова.